# Berkes Olivér
Berkes Olivér (Nürnberg, 1992. augusztus 13. –) magyar énekes, dalszerző, az Eurovíziós Dalfesztiválok magyarországi előválogatóinak résztvevője 2016-ban, 2017-ben és 2019-ben, valamint A Dal 2020 tehetségkutató műsor versenyzője.

## Életpályája
Németországban élt 5 éves koráig, majd családjával hazaköltözött Magyarországra. Tanulmányait a Thomas Mann Gymnasium, német két tanítási nyelvű iskolában végezte, majd 2016-ban diplomázott az International Business School-on. Tizenegy évig válogatott szinten teniszezett. 2012–2013-ban elindult a The Voice – Magyarország hangja című tehetségkutatóban, ahol az elődöntőig jutott Caramel csapatában. Állandó tagja az Orfeum Pesti mulató A Nagy Gatsby című műsorának, ahol Jay Gatsby szerepét játssza.
Első önálló dala "Első érintés" címmel jelent meg. DJ Newikkel közös, "Goodbye" című 2014-es felvételét gyakran játszották a hazai zenei rádióadók. 2015-ben jelentette meg első önálló nagylemeze előfutáraként a "Don’t Be Anxious" című maxit. 2016-ban Tóth Andival duettel alkotva bekerültek A Dalba a "Seven Seas" című dalukkal. A műsorban a döntőig jutottak.
2016. december 8-án bejelentették, hogy a Duna eurovíziós dalválasztó műsorába, A Dal 2017-be bejutott a "#háttérzaj" című dala, melyet Zävodival közösen ad elő. Először 2017. február 4-én, a nemzeti dalválasztó harmadik válogatójában lépett színpadra, ahol a zsűri és a nézők szavazatai alapján holtversenyben a második helyen végzett, és továbbjutott az elődöntőbe. 2017. február 11-én, A Dal második elődöntőjéből a zsűri és a nézők szavazatai alapján 43 ponttal holtversenyben a második helyen végzett, és továbbjutott a műsor döntőjébe.
2018. december 3-án bejelentették, hogy a Duna eurovíziós dalválasztó műsorába, A Dal 2019-be bejutott a "Lighthouse" című dalával. A 2019. január 19-én rendezett első válogatóban végül a dal magyar változatát, a "Világítótorony"t énekelte el, ami összesen 33 pontot kapott, ami nem volt elég a továbbjutáshoz.
2019. december 17-én bejelentették, hogy a Duna tehetségkutató műsorába A Dal 2020-ba bejutott a "Visszakér a múlt" című dalával. A 2020. február 15-én rendezett harmadik válogatóban végül összesen 44 pontot szerzett, így holtversenyben 6. helyen állt. A zsűri végül Kökény Attilát juttatta tovább, Olivérnek pedig búcsúznia kellett. A Dal után több közreműködésben vett részt: megjelent "Számítok rád" című daluk Miss Mooddal. Ezt követte "A világot forgatnám fel" Sterbinszkyvel, a "Nem volt szép" a BSW-vel, az "Évszakok" Dr BRS-sel és a "Ha Nem Alszol" T. Danny-vel.
2021-ben ismét szóló dalt adott ki "Jó vagy rossz legyek címmel".

## Diszkográfia

### AThe Voice – Magyarország hangjaversenyben énekelt dalok
- Valerie
- Just the Way You Are
- Superstition
- Home
- Don't Stop the Music
- Break Your Heart
- Love on Top

### Kislemezek
| Év   | Dal                                       | Legmagasabb helyezés | Legmagasabb helyezés | Legmagasabb helyezés | Legmagasabb helyezés | Legmagasabb helyezés | Legmagasabb helyezés | Minősítések        |
| Év   | Dal                                       | Mahasz               | Mahasz               | Mahasz               | Mahasz               | Mahasz               | Mahasz               | Minősítések        |
| Év   | Dal                                       | Rádiós Top 40        | Editors' Choice      | Magyar Rádiós Top 40 | Dance Top 40         | Single Top 40        | Stream Top 40        | Minősítések        |
| ---- | ----------------------------------------- | -------------------- | -------------------- | -------------------- | -------------------- | -------------------- | -------------------- | ------------------ |
| 2013 | Első érintés                              | 38                   | -                    | -                    | -                    | -                    | -                    |                    |
| 2015 | Don’t Be Anxious                          | -                    | -                    | -                    | -                    | -                    | -                    |                    |
| 2015 | Give Me Some                              | -                    | -                    | -                    | -                    | -                    | -                    |                    |
| 2016 | Seven Seas (Tóth Andival)                 | -                    | -                    | -                    | -                    | -                    | -                    |                    |
| 2016 | #háttérzaj (Zävodival)                    | -                    | -                    | -                    | -                    | 9                    | -                    |                    |
| 2017 | Mindent megtettél / You Only Have to Try  | -                    | -                    | -                    | -                    | -                    | -                    |                    |
| 2018 | Csak barát vagyok                         | 27                   | -                    | 25                   | -                    | -                    | -                    |                    |
| 2018 | I′ll Be There                             | -                    | -                    | -                    | -                    | -                    | -                    |                    |
| 2018 | Óriáskerék (Zävodival)                    | -                    | -                    | -                    | -                    | -                    | -                    |                    |
| 2018 | Livin’ a Life                             | -                    | -                    | -                    | -                    | -                    | -                    |                    |
| 2018 | Lighthouse / Világítótorony               | -                    | -                    | -                    | -                    | -                    | -                    |                    |
| 2019 | Éltük az éjszakát                         | -                    | -                    | 21                   | -                    | -                    | -                    |                    |
| 2019 | Rólad szól                                | 15                   | 32                   | 8                    | -                    | -                    | -                    |                    |
| 2019 | Visszakér a múlt                          | 12                   | 12                   | 3                    | -                    | 21                   | -                    | Platinalemez       |
| 2020 | Számítok rád (Miss Mooddal)               | -                    | -                    | 29                   | -                    | -                    | -                    |                    |
| 2020 | A világot forgatnám fel (Sterbinszky-vel) | -                    | -                    | -                    | -                    | -                    | -                    |                    |
| 2020 | Nem volt szép (BSW-val)                   | -                    | -                    | -                    | -                    | -                    | -                    | 2×-es platinalemez |
| 2020 | Évszakok (DR BRS-sel)                     | -                    | 33                   | 6                    | -                    | 1                    | 9                    | 6×-os platinalemez |
| 2021 | Jó vagy rossz legyek                      | -                    | 14                   | 3                    | -                    | 29                   | -                    | Platinalemez       |
| 2021 | Volt, ami volt                            | -                    | 30                   | 5                    | -                    | -                    | -                    | Aranylemez         |
| 2021 | Az igazi életem                           | -                    | -                    | -                    | -                    | -                    | -                    |                    |
| 2022 | Édesanyám (Bécivel)                       | -                    | -                    | 29                   | -                    | -                    | -                    |                    |

### Közreműkődések
| Év   | Dal                                                             | Legmagasabb helyezés | Legmagasabb helyezés | Legmagasabb helyezés | Legmagasabb helyezés | Legmagasabb helyezés | Legmagasabb helyezés | Album                  |
| Év   | Dal                                                             | Mahasz               | Mahasz               | Mahasz               | Mahasz               | Mahasz               | Mahasz               | Album                  |
| Év   | Dal                                                             | Rádiós Top 40        | Editors' Choice      | Magyar Rádiós Top 40 | Dance Top 40         | Single Top 40        | Stream Top 40        | Album                  |
| ---- | --------------------------------------------------------------- | -------------------- | -------------------- | -------------------- | -------------------- | -------------------- | -------------------- | ---------------------- |
| 2014 | GoodBye (Newik dal, közreműködik Berkes Olivér)                 | 3                    | 14                   | -                    | 6                    | 22                   | -                    | Nem jelent meg albumon |
| 2015 | Hold On Cowboy (Boom Back Baby dal, közreműködik Berkes Olivér) | -                    | -                    | -                    | -                    | -                    | -                    | Nem jelent meg albumon |
| 2017 | Lost In Paradise (Temesi Berci dal, közreműködik Berkes Olivér) | -                    | -                    | -                    | -                    | -                    | -                    | III                    |
| 2020 | Ha nem alszol (T. Danny dal, közreműködik Berkes Olivér)        | -                    | -                    | -                    | -                    | -                    | -                    | Szívtelen              |
| 2020 | Paradise (Temesi Berci dal, közreműködik Berkes Olivér)         | -                    | -                    | -                    | -                    | -                    | -                    | Symphosium 40          |